# Rinspeed Splash

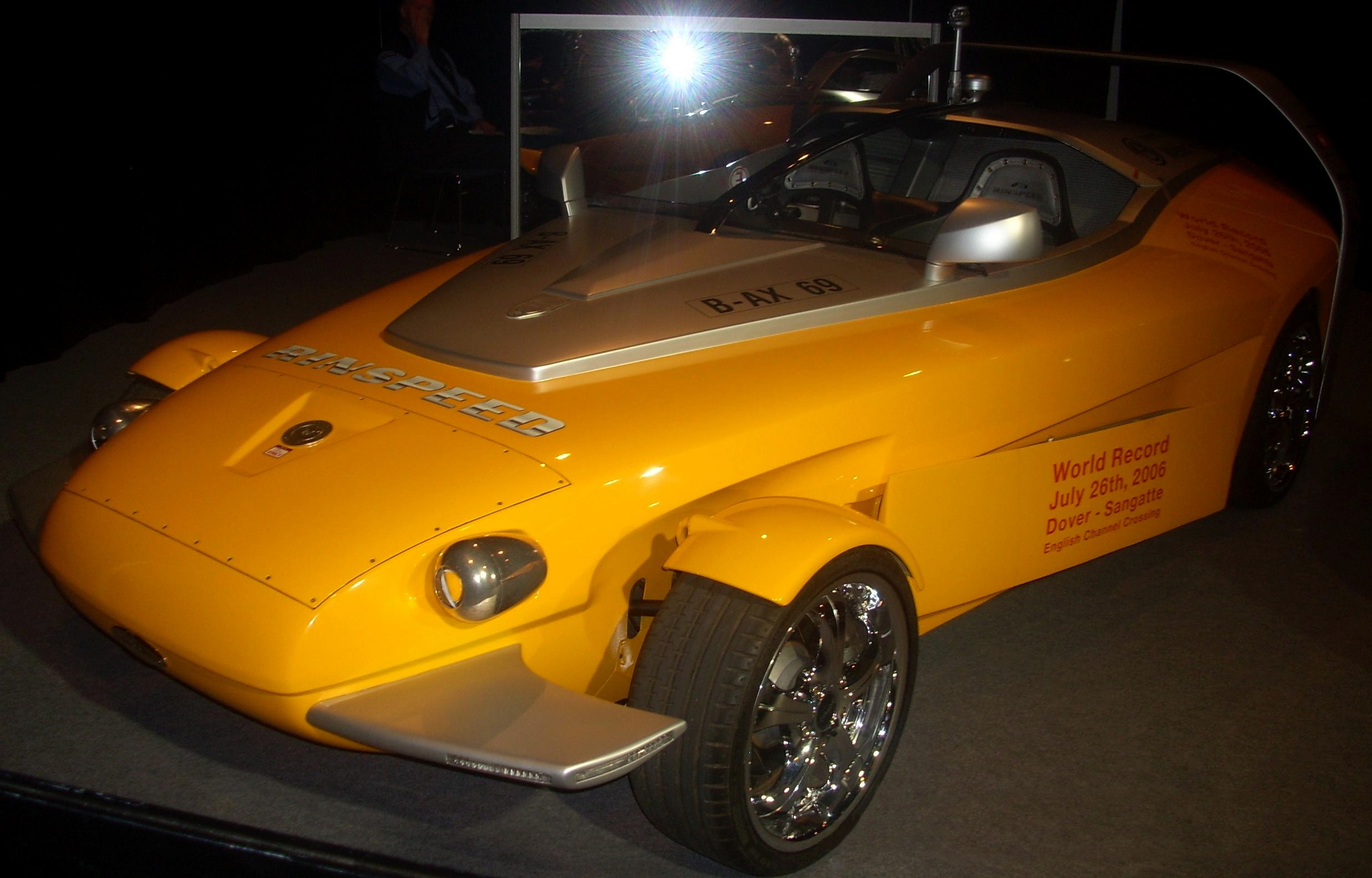
Der Rinspeed Splash im Jahr 2009

Der Rinspeed Splash ist ein Konzeptfahrzeug des in Zumikon ansässigen Unternehmens Rinspeed. Das Fahrzeug wurde zum Jubiläum des zehnten eigenen Konzeptfahrzeugs der Firma entwickelt und beim Automobilsalon 2004 in Genf vorgestellt. 
Der Splash kann auf Knopfdruck in ein Amphibienfahrzeug verwandelt werden und bringt es im Wasser mit einem Leergewicht von nur 825 Kilogramm und seinen 140 PS auf eine Höchstgeschwindigkeit von 80 km/h. An Land ist das Fahrzeug maximal 200 km/h schnell, aus dem Stand erreicht der Wagen in 5,9 Sekunden die 100-km/h-Marke.
Das geringe Gewicht ist der speziellen „Haut“ des Splash zu verdanken, die zu großen Teilen aus leichtem Carbon besteht.

## Nutzung im Wasser
Im Wasser wird der Splash durch einen Propeller angetrieben, der sich ab einer Wassertiefe von 1,1 Metern selbst absenkt. Gelenkt wird dieser über das Lenkrad des Fahrzeugs. Ab einer Wassertiefe von 1,3 Metern kann der Pilot des Wagens zudem zwei Tragflügel aus den Seiten des Splash klappen, um zu erreichen, dass der Wagen in fast sechzig Zentimetern Höhe als Tragflügelboot über der Wasseroberfläche gleitet. 
Die Flügel werden dabei durch ein elektronisches Hydrauliksystem ausgefahren.